# Guillermo Yepes Boscán
Guillermo Yepes Boscán (Caracas, 11 de enero de 1942 - Maracaibo, 8 de mayo de 2021) fue un escritor, poeta, ensayista, crítico, pensador, político y profesor universitario venezolano.

## Biografía
Residió en Roma durante varios años. En 1966 se graduó de Licenciado en Letras en la Universidad Central de Venezuela. Durante el periodo comprendido entre los años 1966 y 1968 redactó el estudio titulado: T.S. Eliot et l'Italie que presentó como tesis para obtener el doctorado en el «Instituto de Literatures Modernes Comparées de la Sorbonne». Realizó también estudios sobre Sociología de la Cultura y Metodología en Sociología de la Literatura y la Filosofía en la École Pratique des Hautes Études de París.
En 1968, fue profesor de «Estética literaria» en la Escuela de Letras de la Facultad de Humanidades y Educación de la Universidad del Zulia de Maracaibo. En 1969, fue presidente de la Casa de la Cultura en Maracaibo. Desde 1973, se desempeña como director general del Instituto Nacional de Cultura y Bellas Artes (INCIBA) en Caracas, Venezuela y adicionalmente coordinador general de la Comisión de Educación Superior de la Región Zuliana. 
Entre los años 1974 y 1979, se destaca como Diputado principal electo al Congreso de la República de Venezuela, cargo en el cual fue Miembro de la Comisión permanente de Educación y Cultura, Miembro de la Comisión Presidencial Orgánica del Consejo Nacional de la Cultura  (CONAC), entre otros.
Posteriormente, entre 1979 y 1984, fue reelecto en 3 ocasiones como Diputado principal al Congreso y durante el gobierno de Luis Herrera Campíns se desempeñó como Ministro de Estado para la Cultura, Embajador de Venezuela en la República de Nicaragua y Ministro de la Juventud. Fue también organizador y presidente del primer Congreso de la Juventud Venezolana; vicepresidente de la Reunión Regional Latinoamericana Preparatoria para el año Internacional de la Juventud en Costa Rica, y presidente del Congreso para el Uso del Tiempo Libre; presidente y coordinador de los Juegos Panamericanos de 1983 realizados en Caracas, Venezuela. Fue galardonado con la Orden Andrés Bello, la Orden Libertador, la Orden Ciudad de Maracaibo y la Orden Ciudad de Caracas. Todas otorgadas en su Primera Clase.

## Obra
- 1965 - La novela indianista en Venezuela (Ensayo)
- 1966 - Poesía inglesa y testimonio cristiano (Ensayo)
- 1973 - Soberana sin duda (Poesía)
- 1974 - El más inocente de los menesteres (Poesía)
- 1975 - Dones y miserias de la poesía (Ensayo)
- 1982 - La creación poética en Jacques Maritain. Inteligencia y creación (Ensayo)
- 1983 - El esplendor de las formas (Ensayo)
- 1989 - Trato continuo (Ensayo)
- 1993 - La vida provisional (Poesía)
- 1999 - La función cognoscitiva del arte y otros ensayos sobre Estética, Ética y Literatura (Ensayo)
- 2006 - Vetas de la piedra angular: Cultura política, políticas culturales y culturas del mundo que viene (Ensayo)
- 2007 - Los católicos y el socialismo del siglo XXI (Ensayo)
- 2010 - Jose Ramón Yepes. Poemas (Selección y Prólogo de Guillermo Yepes Boscán)
- 2012 - Pretorianismo, intolerancia y barbarie (Ensayo)
- 2012 - Guillermo Sucre: Una aproximación a su obra poética (Ensayo)
- 2017 - Notas sobre la literatura comparada. (La generacion del Dieciocho) (Ensayo)
- 2018 - 2019 - Enrique Pérez Olivares. Una ventana abierta al Humanismo Cristiano del Siglo XXI en Venezuela (Ensayo)
- 2020 - Cultura y Poeticas de la intemperie en la modernidad tardía en Venezuela (Ensayo, Homenaje a los poetas: Juan Sánchez Peláez, Rafael Cadenas, Guillermo Sucre, Ramón Palomares y Eugenio Montejo)
- 2020 - Desafíos cruciales para la evangelización. Una visión cristiana de la Cultura, las Culturas y su diversidad (Ensayo)
- 2020 - 2021 - Escribir esfumando lo escrito para que hable el silencio (Obra inconclusa)